# Kanton Rochemaure
Der Kanton Rochemaure war bis 2015 ein französischer Wahlkreis im Arrondissement Privas, im Département Ardèche und in der Region Rhône-Alpes; sein Hauptort (französisch chef-lieu) war Rochemaure. Die landesweiten Änderungen in der Zusammensetzung der Kantone brachten im März 2015 seine Auflösung.
Der Kanton Rochemaure war 126,16 km² groß und hatte 7974 Einwohner (Stand 2012).

## Gemeinden
| Gemeinde                 | Einwohner (Stand: 2022) | Code postal | Code Insee |
| ------------------------ | ----------------------- | ----------- | ---------- |
| Cruas                    | 2954                    | 07350       | 07076      |
| Meysse                   | 1380                    | 07400       | 07157      |
| Rochemaure               | 2250                    | 07400       | 07191      |
| Saint-Martin-sur-Lavezon | 430                     | 07400       | 07270      |
| Saint-Pierre-la-Roche    | 63                      | 07400       | 07283      |
| Saint-Vincent-de-Barrès  | 827                     | 07210       | 07302      |
| Sceautres                | 147                     | 07400       | 07311      |